# 斯克维尔 (哈西迪犹太教教派)
斯克维尔，（英语：Skver，又作Skvir，Skvere，或Square），由拉比以撒·特维尔斯基在十九世纪中叶于乌克兰城市斯克维拉创立的哈西迪犹太教教派。

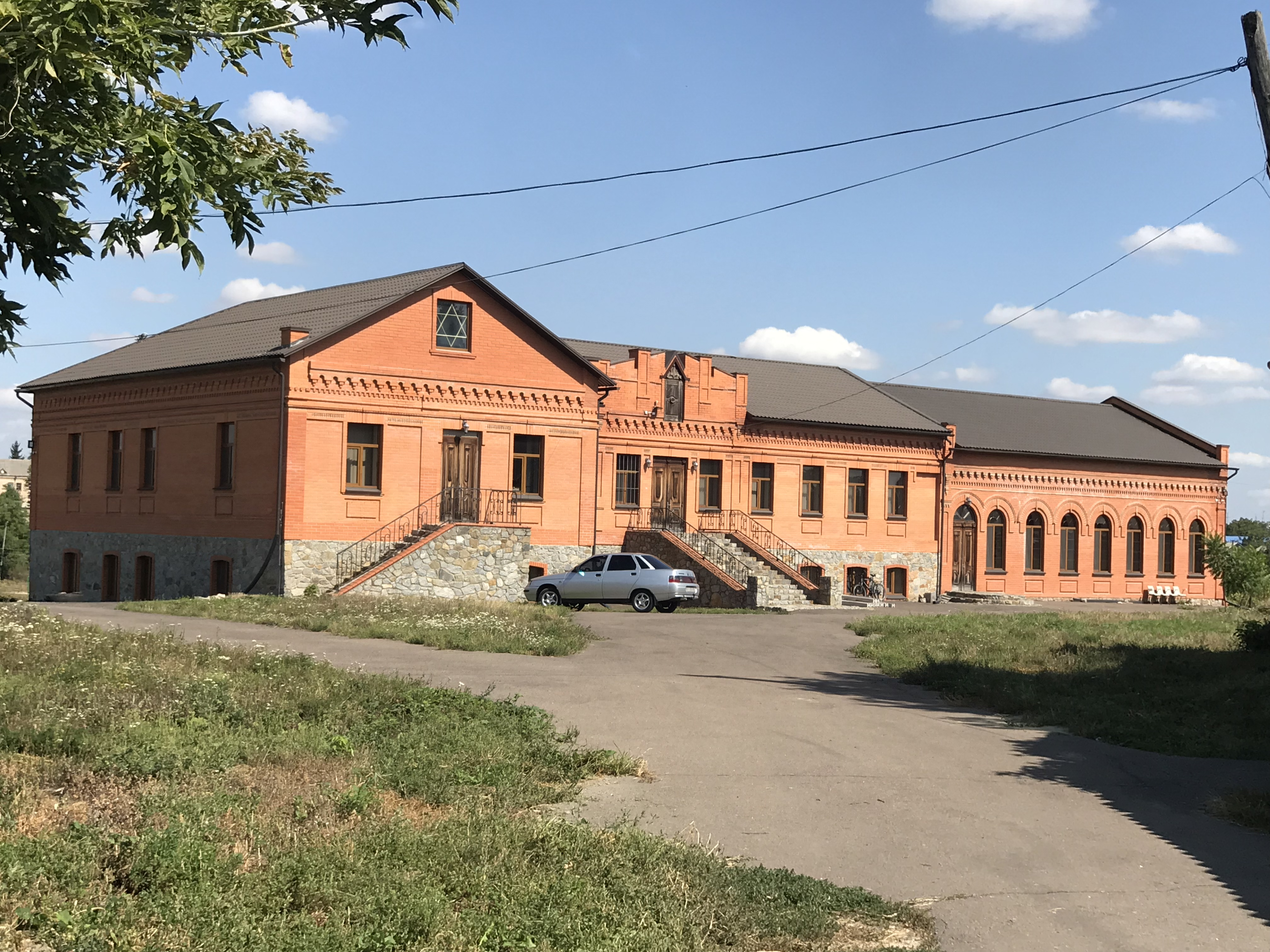
乌克兰斯克维拉的犹太会堂。其于2004年修复。

斯克维尔派是切尔诺贝利派的一个分支，其创始人拉比以撒·特维尔斯基（也被称为拉比伊茨克尔）是切尔诺贝利派Maggid（犹太教头衔）末底改八个儿子之一。斯克维尔派现有三个分支：
- 大卫·特维尔斯基，其领导着斯克维尔派位于纽约州新广场的分支，该分支也是斯克维尔派最大且最有知名度的分支。
- 叶希尔·米歇·特维尔斯基，大卫·特维尔斯基之子，其领导着斯克维尔自治市公园分支。
- 以撒·特维尔斯基二世，斯克维尔派拉比莫特尔·特维尔斯基之子，其领导着斯克维尔-弗拉特布什分支。

## 教义与生活方式
斯克维尔派为了保持心灵的纯洁以及思想，对钻研妥拉，祈祷，以及不贪图享受的生活态度极为重视。为了达成此目的，其建立了新广场镇以避免受到堕落的影响。
斯克维尔派的生活紧紧围绕着拉比展开。和今天的大多数哈西迪犹太教教派一样，越是血统尊贵的拉比越受到尊重。但如要使信众信服，拉比需要展现出谦卑的品质，对犹太同胞的爱，以及对上帝的虔诚。作为“正确之人”（Tzadik）的拉比被视为上帝与其信众沟通的渠道。
斯克维尔派的着装通常与其他哈西迪犹太教教派相同。男子在平日穿着命名Rekls的长袍，以及丝绒帽。在安息日及其他犹太节日或某些特殊场合时，男子会穿着名为Bekishes的黑丝绸长袍或其由尼龙制成的仿制品。已婚男子还会佩戴名为Shtreimel的毛帽及穿被称为Shtievl的高筒皮靴。
已婚女子常戴假发，假发外通常还会有一层诸如围巾或帽子之类的额外包裹。其常穿的服饰有风格保守的长袖长衫，其颈部及腿部亦必须被完全覆盖住。

## 历史
赫希勒·斯克维尔是斯克维尔派首任拉比，其是拉比巴尔·谢姆·托夫的直系后代。当其于斯克维尔定居时，其被选为在城中的犹太会堂代表全镇的拉比。赫希勒之女嫁给了拉比以撒·特维尔斯基，切尔诺贝利派拉比末底改的第七子。

### 拉比以撒
当赫希勒于希伯来历5548年（公历1788年）住棚节左右去世后，其婿以撒接替其职位，成为了斯克维尔派的第二任拉比。
以撒结过三次婚。其与其第一任妻子，拉迪维利夫派拉比以撒之孙女结婚于1783年，并育有两子，马赫尼夫卡派的亚伯拉罕·约书亚·赫希勒及希皮科夫派的梅纳汉姆·诺乎姆。其第二任妻子，哈娅·默卡，是鲁金派拉比以色列·弗里德曼之女。其第三任妻子，哈娜·西玛，则是斯克维尔派拉比泽维·赫希勒之女。
以撒被称为“虔诚的教法学家”。18世纪末哈斯卡拉席卷东欧，以撒时常参加其活动以与其支持者辩论。
以撒并没有出版任何作品。但近年来斯克维尔派已以其名义出版了一本名为《Yalkut Meorei Or》的关于教义的语录。

### 拉比大卫
在以撒死后，与其第三任妻子所生之子，大卫，继承了其职位，成为了斯克维尔派第二任拉比。
1919年，由于俄国内战，大卫离开了斯克维尔前往基辅，并定居于此直到其于希伯来历5680年（公历1930年）去世。其并无出版任何作品。

## 美国分支：新广场

### 拉比雅科夫·约瑟夫
大卫之子，拉比雅科夫·约瑟夫于1925年（1899-1968）与特拉娜，乌斯蒂拉派拉比平耶之女及贝尔兹派拉比伊撒卡尔·多夫·洛卡亚赫之孙女结婚，并将某些贝尔兹派的习俗带入了斯卡维尔派。几年之后，其迁往罗马尼亚，于克勒拉希，之后又于雅西设立拉比法庭。二战后，其定居于布加勒斯特。1948年，其迁往美国。在纽约布鲁克林区威廉斯堡度过几年之后，其与几个追随者一道于罗克兰县建立了新广场镇。在其于1968年去世后，其子达维德·特维尔斯基接替其成为拉比。除了纽约之外，在加拿大、英国及以色列皆有其分支。其位于纽约的叶史瓦有约5000名学生。

## 美国其他分支

### 拉比伊茨克尔·斯克维尔
因俄国内战，大量乌克兰犹太人移民美国，其中就包括末底改之子，伊扎克·特维尔斯基。其于1923年抵美，并最终定居于布鲁克林自治市公园，在13大道与14大道之间的47街开设了一座犹太会堂。其育有一子，达维德·特维尔斯基，其被其父母在一种远离美国文化中的堕落影响的氛围中养育长大。达维德因其医学方面的专业知识及影响力而闻名，并经常给人医学方面的建议。其于2001年去世，其职位由其子拉比叶希尔·米海尔·特维尔斯基接替。

## 叶史瓦
Bais Yitzchok 男子叶史瓦
Tomer Devorah女子叶史瓦

## 文学作品
《Meor Eynayim》，由切尔诺贝利派首任拉比梅纳汉姆·纳乎姆·特维尔斯基所著。
《Toldos Yosef》，由巴尔·谢姆·托夫的门徒，波尔诺耶派拉比雅科夫·约瑟夫·哈科赫所著。
《Ohr ha-Chaim》，由拉比哈伊姆·本-阿塔尔所著，传统上斯克维尔派会在星期五安息日开始时阅读它。